# Булева алгебра (структура)

Булева алгебра утворена
підмножинами множини {x,y,z}

Бу́лева а́лгебра — це алгебраїчна структура, що є доповненою дистрибутивною ґраткою, та частина математики яка вивчає подібні структури. 
Алгебра логіки — застосування алгебраїчних методів і символіки для вивчення логічних відношень і розв'язання логічних задач.

## Формальне визначення
Булева алгебра — алгебраїчна структура з двома бінарними операціями:
- {\displaystyle \land } («meet», «булеве множення») — узагальнення кон'юнкції,
- {\displaystyle \lor } («join», «булеве додавання») — узагальнення диз'юнкції,

та унарною операцією:
- {\displaystyle \lnot a} чи {\displaystyle \ {\bar {a}}\;}(«булеве доповнення») — узагальнення заперечення;

що задовільняють такі аксіоми:
| {\displaystyle a\lor b=b\lor a,}                           | {\displaystyle a\land b=b\land a}                          | (комутативність)   |
| {\displaystyle a\lor (b\lor c)=(a\lor b)\lor c,}           | {\displaystyle a\land (b\land c)=(a\land b)\land c}        | (асоціативність)   |
| {\displaystyle (a\lor b)\land b=b,}                        | {\displaystyle (a\land b)\lor b=b}                         | (закон поглинання) |
| {\displaystyle a\lor (b\land c)=(a\lor b)\land (a\lor c),} | {\displaystyle a\land (b\lor c)=(a\land b)\lor (a\land c)} | (дистрибутивність) |
| {\displaystyle (a\lor {\bar {a}})\land b=b,}               | {\displaystyle (a\land {\bar {a}})\lor b=b}                | (доповнення)       |

Аксіоми 1,2,3 визначають ґратку.
Аксіоми 1,2,3,4 визначають дистрибутивну ґратку.
Аксіоми 1,2,3,5 визначають доповнену ґратку.
З аксіом випливають такі теореми:
| {\displaystyle a\lor a=a,}                         | {\displaystyle a\land a=a}                          | (ідемпотентність) |
| {\displaystyle a\lor {\bar {a}}=b\lor {\bar {b}},} | {\displaystyle a\land {\bar {a}}=b\land {\bar {b}}} |                   |

Тобто вирази {\displaystyle a\lor {\bar {a}}} та {\displaystyle a\land {\bar {a}}} не залежать від вибору елемента.
Елемент {\displaystyle a\lor {\bar {a}}} називається булевою одиницею 1, елемент {\displaystyle a\land {\bar {a}}} називається булевим нулем 0.
| {\displaystyle a\lor 0=a,}                            | {\displaystyle a\land 0=0}                           |                         |
| {\displaystyle a\lor 1=1,}                            | {\displaystyle a\land 1=a}                           |                         |
| {\displaystyle \lnot 0=1,}                            | {\displaystyle \lnot 1=0}                            |                         |
| {\displaystyle \lnot (a\lor b)=\lnot a\land \lnot b,} | {\displaystyle \lnot (a\land b)=\lnot a\lor \lnot b} | (правила де Моргана)    |
| {\displaystyle \lnot \lnot a=a}.                      |                                                      | (інволюція заперечення) |

Над множиною A також визначене бінарне відношення ≤, яке має назву відношення нестрогого порядку та відповідає умовам:
1. x≤x (рефлективність)
2. якщо x≤y та y≤x, то x=y (антисиметричність)
3. якщо x≤y та y≤z, то x≤z (транзитивність)

Замість x≤y можна писати у≥x.
Множина з таким відношенням має назву впорядкованої. 
Нехай S — підмножина елементів впорядкованої множини A. Елемент a' має назву верхньої (нижньої) границі S, якщо для будь-якого а з S справедливе a ≤ a' (a ≥ a'). Якщо множина усіх верхніх (нижніх) границь множини S містить найменший (найбільший) елемент, то він має назву точної верхньої (точної нижньої) границі і позначається sup S(inf S). 
Якщо для будь-яких a, b з множини A існують inf (a, b) та sup (a, b), то така множина називається структурою або решіткою.
Точна верхня границя такої множини є {\displaystyle a\land b}, точна нижня границя є {\displaystyle a\lor b}.

## Зв'язок з булевим кільцем
Кожна булева алгебра еквівалентна булевому кільцю і навпаки:
Операції булевого кільця:
{\displaystyle a+b=(a\land {\neg }b)\lor (b\land {\neg }a)}
{\displaystyle ab=a\land b}
Кожна скінченна булева алгебра ізоморфна алгебрі всіх підмножин скінченної множини (полю множин). Тому число елементів булевої алгебри завжди є ступенем 2.

## Аксіоматизація
В 1933  американський математик Едвард Хантінгтон запропонував наступну аксіоматизацію для булевих алгебр:
- комутативність: {\displaystyle a\lor b=b\lor a}
- асоціативність: {\displaystyle a\lor \left(b\lor c\right)=\left(a\lor b\right)\lor c}
- аксіома Хантінгтона: {\displaystyle \neg \left(\neg a\lor b\right)\lor \neg \left(\neg a\lor \neg b\right)=a.}

Герберт Робінс задав питання: чи можна скоротити третю аксіому так, як подано нижче
- аксіома Робінса: {\displaystyle \neg \left(\neg \left(a\lor b\right)\lor \neg \left(a\lor \neg b\right)\right)=a.}

## Приклади
Алгебра логіки та алгебра множин є загально-відомими прикладами булевої алгебри.

### Алгебра логіки (двійкова алгебра)
Найважливішим прикладом булевої алгебри є булева алгебра з двома елементами — одиничний елемент 1 та нульовий елемент 0. Ця алгебра є фундаментом функціонування цифрових дискретних систем. Операція {\displaystyle \lor } в такій алгебрі має назву "логічного АБО" (logical OR), операція {\displaystyle \land } -- "логічного І" (logical AND), а елементам 1 та 0 ставляться у відповідність твердження "істина" (true) та "неправда" (false). Результати цих двох операцій можуть бути зведені в такі таблиці:
| {\displaystyle \lor } | 0 | 1 |
| 0                     | 0 | 1 |
| 1                     | 1 | 1 |

| {\displaystyle \land } | 0 | 1 |
| 0                      | 0 | 0 |
| 1                      | 0 | 1 |

Така двійкова алгебра відіграє ключову роль в описі цифрових схем (насамперед це стосується цифрових схем  без зворотних зв'язків).